# شهرستان مک‌لئود (مینه‌سوتا)
شهرستان مک‌لئود، مینه‌سوتا (به انگلیسی: McLeod County, Minnesota) شهرستانی در ایالات متحده آمریکا است که در مینه‌سوتا واقع شده‌است.